# Pułapka (film 2011)
Pułapka (ang. Committed) – amerykański film telewizyjny (thriller) z 2011 roku.

## Treść
Doktor Celeste Dupont stara się o pracę w prywatnym szpitalu psychiatrycznym na obrzeżach New Jersey. Zostaje przyjęta po rozmowie kwalifikacyjnej. Szybko okazuje się, że dokument, który podpisała, to nie umowa o pracę, lecz zgoda na pobyt w zamkniętej placówce, jako pacjentka. Kobieta usiłuje wyjaśnić, co się kryje za tajemniczą prowokacją. 

## Główne role
- Andrea Roth - Celeste Dupont
- Richard Burgi  - Desmond
- Peter MacNeill - Dr Quilley
- David Patrick Green - Jones
- Sebastian Pigott - Bobby Gow
- Linda Thorson - Isadora
- Kevin Power - Clarence Trump
- Frank Moore - Fraser-Wilson